# Elif Şahin

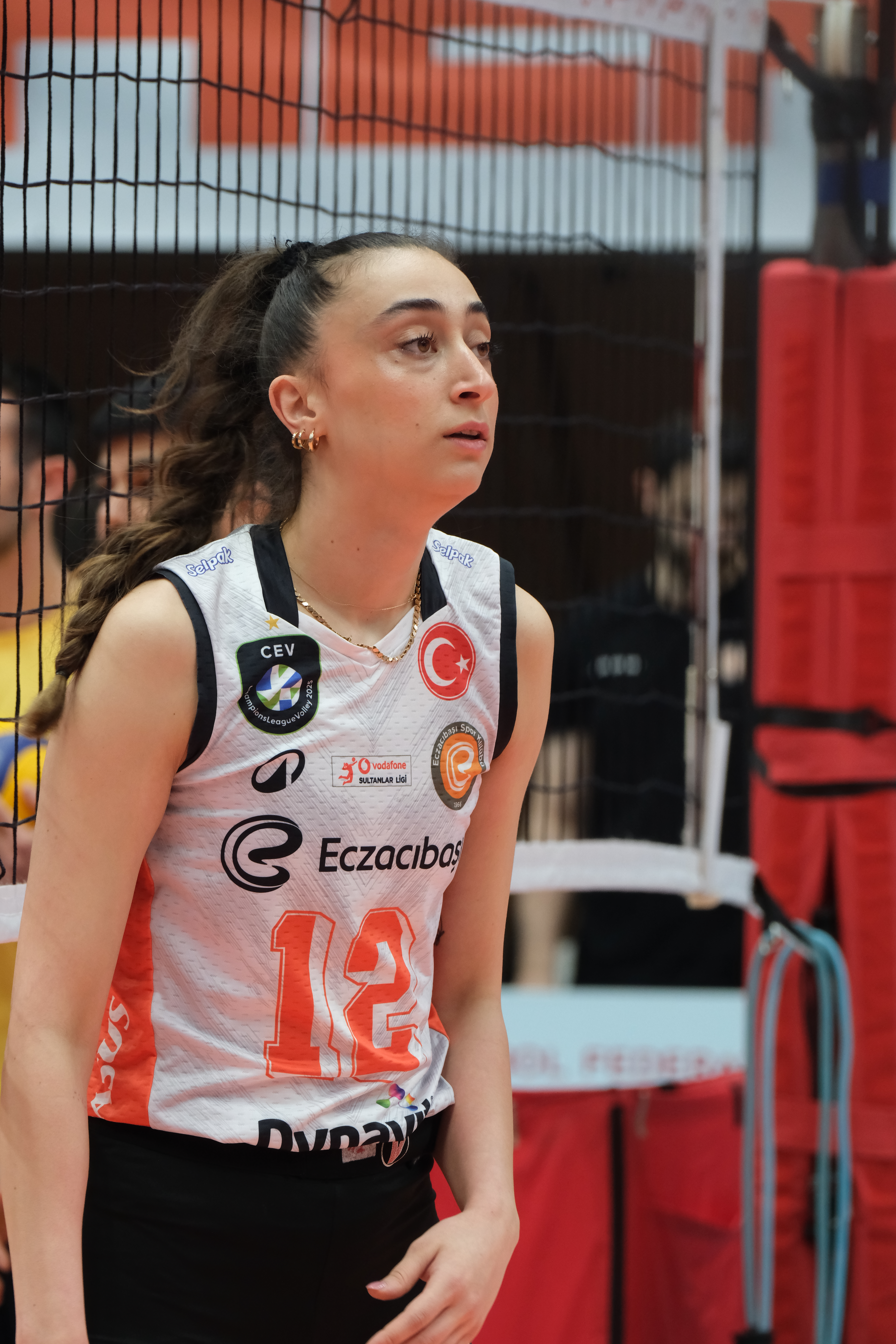
Elif Şahin zawodniczką Eczacıbaşı Dynavit Stambuł w sezonie 2024/2025

Elif Şahin (ur. 19 stycznia 2001 w Ankarze) – turecka siatkarka, reprezentantka kraju, grająca na pozycji rozgrywającej.
Jej o 3 lata starsza siostra Saliha, również jest siatkarką. 

## Sukcesy klubowe
Superpuchar Turcji:
- 2020[6]

Puchar CEV:
- 2022[7]

Liga turecka:
- 2023[8], 2024[9]
- 2022[10], 2025[11]

Klubowe Mistrzostwa Świata:
- 2023[12]
- 2022[13]

Liga Mistrzyń:
- 2023[14]

## Sukcesy reprezentacyjne
Liga Narodów:
- 2023[15]

Mistrzostwa Europy:
- 2023[16]

## Udział siatkarki w pozostałych  międzynarodowych turniejach w reprezentacji Turcji[17][18]
| Turniej                     | Miejsce     | Rok  |
| --------------------------- | ----------- | ---- |
| Mistrzostwa Europy Kadetek  | 11. miejsce | 2017 |
| Mistrzostwa Świata Kadetek  | 4. miejsce  | 2017 |
| Mistrzostwa Europy Juniorek | 4. miejsce  | 2018 |
| Liga Narodów                | 4. miejsce  | 2022 |
| Mistrzostwa Świata          | 8. miejsce  | 2022 |

## Nagrody indywidualne
- 2023: Najlepsza rozgrywająca Klubowych Mistrzostw Świata[24]